# ФК Црнокоса
ФК Црнокоса је фудбалски клуб из Косјерића, који се тренутно такмичи у Западно - Моравској зонској фудбалској лиги (четврти ранг фудбалских такмичења). Клуб је основан 1923. године.

## Новији резултати
| Сезона   | Лига                     | Позиција | ИГ | Д  | Н | П  | ГД | ГП | ГР  | Бод | Куп                  |
| -------- | ------------------------ | -------- | -- | -- | - | -- | -- | -- | --- | --- | -------------------- |
| 2006/07. | Моравичка зона           | 12.      | 28 | 6  | 5 | 17 | 34 | 64 | -30 | 23  | Није се квалификовао |
| 2007/08. | Златиборска окружна лига | 1.⬆️     | 34 | 29 | 4 | 1  | -  | -  | -   | -   |                      |
| 2008/09. | Зона Морава              | 18.      | 34 | 6  | 8 | 20 | 36 | 82 | -46 | 26  | Није се квалификовао |
| 2009/10. | Златиборска окружна лига | 8.       | 34 | 15 | 6 | 13 | 63 | 64 | -1  | 51  | Није се квалификовао |
| 2010/11. | Златиборска окружна лига | 4.       | 28 | 17 | 3 | 8  | 83 | 30 | +53 | 54  | Није се квалификовао |
| 2011/12. | Златиборска окружна лига | 4.       | 28 | 19 | 4 | 7  | 73 | 29 | +44 | 61  | Није се квалификовао |
| 2012/13. | Златиборска окружна лига | 3.       | 28 | 16 | 7 | 5  | 64 | 27 | +37 | 55  | Није се квалификовао |
| 2013/14. | Златиборска окружна лига | 7.       | 26 | 10 | 5 | 11 | 57 | 51 | +6  | 35  | Није се квалификовао |
| 2014/15. | Златиборска окружна лига | 4.       | 26 | 13 | 7 | 6  | 68 | 37 | +31 | 46  | Није се квалификовао |
| 2015/16. | Златиборска окружна лига | 2.       | 26 | 21 | 4 | 1  | 77 | 5  | +72 | 67  | Није се квалификовао |
| 2016/17. | Златиборска окружна лига | 4.       | 28 | 15 | 2 | 11 | 61 | 49 | +12 | 47  | Није се квалификовао |
| 2017/18. | Златиборска окружна лига | 8.       | 30 | 12 | 7 | 11 | 80 | 50 | +30 | 43  | Није се квалификовао |
| 2018/19. | Златиборска окружна лига | 2.       | 28 | 24 | 0 | 4  | 82 | 16 | +66 | 72  | Није се квалификовао |
| 2019/20. | Зона Западно моравска    | -        | -  | -  | - | -  | -  | -  | -   | -   | -                    |
| 2020/21  | Зона Западно моравска    | -        | -  | -  | - | -  | -  | -  | -   | -   | -                    |
| 2021/22  | Златиборска окружна лига | 2.       | -  | -  | - | -  | -  | -  | -   | -   | -                    |
| 2022/23  | Зона Западно моравска    | -        | -  | -  | - | -  | -  | -  | -   | -   | -                    |

## Стадион
Градски стадион Косјерић представља функционалну спортску целину састављену од великог и малог терена за фудбал. 
Укупан капацитет стадиона је 1.400 гледалаца, с тим да је капацитет гледалишта великог (главног) терена за фудбал 950 седећих места, док је капацитет малог терена, који поседује рефлекторску расвету 450 седећих места.

## Познати бивши играчи
- Игор Златановић

- Новак Илић

## Занимљивости
Свештеник на голу!
Поп Благоје поред литургије учествује и на фудбалским утакмицама!